# Dollaro delle Indie occidentali britanniche
Il dollaro delle Indie occidentali britanniche (BWI$) è stata dal 1935 la valuta dei diversi territori delle Indie occidentali britanniche e, in seguito, della Federazione delle Indie Occidentali. La politica monetaria era coordinata dal "British Caribbean Currency Board" (BCCB).

## Storia
Prima del 1935 nelle Indie occidentali britanniche circolava la sterlina britannica. In alcuni territori orientali erano state emesse banconote da varie banche private, con tagli in dollari, equivalenti a 4 shilling e 2 penny. Per queste banconote si veda dollaro di Antigua, dollaro di Barbados, dollaro dominicano, dollaro di Grenada, dollaro della Guyana, dollaro di Saint Kitts, dollaro di Saint Lucia, dollaro di Saint Vincent e dollaro di Trinidad e Tobago.
Il BWI$ fu introdotto nel 1935 con un tasso di cambio di 4,80 dollari per una sterlina, ovvero 1 dollaro = 4 shillings e 2 pence. Fu una delle molte iniziative sperimentali di ordine politico ed economico tentate dal governo del Regno Unito con l'obbiettivo di formare un sistema organico nei territori delle Indie occidentali britanniche.
Il codice ISO 4217 della valuta fu XBWD. Il simbolo "BWI$" era comunemente usato e la valuta era chiamata colloquialmente dollaro "Beewee" (slang per British West Indies).
Fino al 1955 il BWI$ circolava esclusivamente in banconote e senza frazioni, insieme alle monete britanniche. Le monete furono introdotte nel 1955, denominate in cent, ciascuno del valore pari a ½ penny.
Nel 1958 fu fondata la Federazione delle Indie Occidentali ed il BWI$ divenne la valuta di questa nuova entità. Tuttavia, anche se la Giamaica e le Isole Cayman facevano parte delle Federazione delle Indie occidentali, non adottarono il BWI$, preferendo conservare la sterlina.
Nel 1964 Trinidad e Tobago uscirono dall'unione monetaria (adottando il dollaro di Trinidad e Tobago) ed in poco tempo il BWI$ perse il sostegno locale e fu sostituito nel 1965 dal dollaro dei Caraibi orientali; Guyana uscì a sua volta dell'unione nel 1966 per usare il dollaro della Guyana).

## Monete
Le monete furono introdotte nel 1955 in tagli da  ½, 1, 2, 5, 10, 25 e 50 cent.

## Banconote
Le prime banconote in BWI$ furono emesse da banche private, tra cui la "Colonial Bank", "Barclays Bank" (che assorbì la "Colonial Bank") e la "Royal Bank of Canada". Emissioni furono fatte ad Antigua, nelle Barbados, nella Guyana britannica, a Dominica, a Grenada, a Saint Kitts, a Saint Lucia e a Saint Vincent. Ci furono anche emissioni del governo per le Barbados e la Guyana britannica.
Nel 1950 ci fu la prima emissione fatta per tutte le colonie a nome dei "British Caribbean Territories, Eastern Group". Queste emissioni furono in tagli da 1, 2, 5, 10, 20 e 100 dollari. Queste banconote sostituirono tutte le precedenti emissioni nel 1951. Le emissioni del periodo 1950-1951 recavano il ritratto di Re Giorgio VI mentre quelle tra il 1953 e il 1964 recavano quello della Regina Elisabetta II.